# Born to Make You Happy
Born to Make You Happy (englisch für ‚Geboren, um dich glücklich zu machen‘) ist ein Lied der US-amerikanischen Sängerin Britney Spears. Das Lied wurde am 6. Dezember 1999 als vierte Single aus ihrem Debütalbum … Baby One More Time veröffentlicht.

## Hintergrund
Born to Make You Happy wurde von Andreas Carlsson und Kristian Lundin geschrieben und von letzterem produziert. Das Lied wurde in H-Moll komponiert und beinhaltet 88 Beats pro Minute. Spears singt das Lied zwischen 3 und 4 Oktaven. Es ist eine Ballade, deren Text an einen ehemaligen Liebespartner gerichtet ist. Spears singt darüber, wie sehr sie über das Ende der Beziehung trauert und was sie alles tun würde, um wieder mit ihm zusammenzukommen.

## Musikvideo
Das Musikvideo handelt davon, wieder mit dem Ex-Freund zusammenzukommen, um aus den Fehlern der ersten Beziehung zu lernen.
Die Regie zum Video führte Billie Woodruff, aufgenommen wurde es am 24. und 25. Oktober 1999 in Los Angeles. Am Anfang des Videos zu Born to Make You Happy schläft Spears. In ihrem Traum trägt sie ein silbernes Kleid und ist auf der Suche nach ihrem Ex-Freund. Nebenbei gibt es einige erotische Tanzszenen von Spears und ihren Tänzerinnen. Das Video hatte seine Premiere am 13. November 1999.

## Kommerzieller Erfolg

### Chartplatzierungen
Born to Make You Happy bescherte Spears ihren zweiten Nummer-eins-Hit im Vereinigten Königreich, mit über 305.000 verkauften Einheiten. In Deutschland erreichte die Single Rang drei der Singlecharts und platzierte sich sieben Wochen in den Top 10 sowie 14 Wochen in den Top 100. Die Single wurde zum vierten Top-10- und Charterfolg für Spears in Deutschland. In den deutschen Airplaycharts erreichte Born to Make You Happy für sechs Wochen die Chartspitze. Mit Rang acht und Rang drei erreichte die Single ebenfalls Top-10-Platzierungen in Österreich beziehungsweise der Schweiz. Darüber hinaus erreichte die Single die Chartspitze in Irland.
| ChartsChartplatzierungen     | Höchstplatzierung | Wochen |
| ---------------------------- | ----------------- | ------ |
| Deutschland (GfK)            | 3 (14 Wo.)        | 14     |
| Österreich (Ö3)              | 8 (13 Wo.)        | 13     |
| Schweiz (IFPI)               | 3 (25 Wo.)        | 25     |
| Vereinigtes Königreich (OCC) | 1 (16 Wo.)        | 16     |

| ChartsJahrescharts (2000) | Platzierung |
| ------------------------- | ----------- |
| Deutschland (GfK)         | 36          |
| Schweiz (IFPI)            | 23          |

### Auszeichnungen für Musikverkäufe
| Land/Region                  | Auszeichnungen für Musikverkäufe (Land/Region, Auszeichnung, Verkäufe) | Verkäufe |
| ---------------------------- | ---------------------------------------------------------------------- | -------- |
| Belgien (BRMA)               | Platin                                                                 | 50.000   |
| Deutschland (BVMI)           | Gold                                                                   | 250.000  |
| Frankreich (SNEP)            | Silber                                                                 | 125.000  |
| Schweden (IFPI)              | Platin                                                                 | 30.000   |
| Vereinigtes Königreich (BPI) | Gold                                                                   | 400.000  |
| Insgesamt                    | 1× Silber · 2× Gold · 2× Platin ·                                      | 855.000  |

Hauptartikel: Britney Spears/Auszeichnungen für Musikverkäufe